# Hessdalen
Hessdalen je vesnice a údolí v Norsku. Náleží k obci Holtålen v kraji Trøndelag. Údolí, kde stejnojmenná vesnice leží, je 15 km dlouhé. Nachází v centrální části norské obce Holtålen, přibližně 120 kilometrů jižně od města Trondheim, přibližně 12 kilometrů jihozápadně od obce Renbygda a asi 35 kilometrů severně od hornického města Røros. Ve vesnici a okolním údolí žije asi 150 lidí.
Ve vesnici Hessdalen se nachází stejnojmenný kostel – Hessdalen. Asi 7 km jihozápadně od vesnice leží jezero Øyungen. Oblast Hessdalenu je známá výskytem nevysvětlitelných vzdušných světelných jevů zvaných Hessdalenská světla (anglicky Hessdalen lights). Tento jev je monitorován systémem Hessdalen AMS.

## Název
První část – Hess, je název místní řeky Hesja a dalen je odvozeno od slova dal, což znamená údolí.